# Tinna Gunnlaugsdóttir
Tinna Gunnlaugsdóttir (født 18. juni 1954, Island), er en islandsk skuespillerinde. Hun er gift med skuespilleren Egill Ólafsson og søster til filminstruktøren Hrafn Gunnlaugsson

## Filmografi
- 1988 – Ravnens skygge
- 1991 – Naturens barn